# Bang Phli (huyện)
Bang Phli (tiếng Thái: บางพลี, phát âm [bāːŋ pʰlīː]) là một huyện (amphoe) của tỉnh Samut Prakan ở Thái Lan.
Sân bay quốc tế Suvarnabhumi (cũng gọi là Sân bay quốc tế Bangkok mới) nằm ở huyện này. Huyện này cũng được quy hoạch thuộc tỉnh mới tỉnh Nakhon Suvarnabhumi, một khi đơn vị này được phê chuẩn thành lập.

## Địa lý
Các huyện giáp ranh là: Bang Na, Prawet và Lat Krabang (tất cả đều thuộc Bangkok) về phía bắc, Bang Sao Thong và Bang Bo về phía đông, và Mueang Samut Prakan về phía nam và tây.

## Hành chính
Huyện này được chia thành 6 phó huyện (tambon), các đơn vị này lại được chia ra thành 83 làng (muban). Bang Phli là thị trấn (thesaban tambon) nằm trên một phần của the tambon Bang Phli Yai, Bang Pla và Bang Chao Long. Có 6 Tổ chức hành chính tambon.
| STT. | Tên           | Tên Thái | Số làng | Dân số |
| ---- | ------------- | -------- | ------- | ------ |
| 1.   | Bang Phli Yai | บางพลีใหญ่ | 23      | 91.678 |
| 2.   | Bang Kaeo     | บางแก้ว   | 16      | 54.634 |
| 3.   | Bang Pla      | บางปลา   | 15      | 32.751 |
| 4.   | Bang Chalong  | บางโฉลง  | 11      | 41.834 |
| 8.   | Racha Thewa   | ราชาเทวะ | 15      | 29.602 |
| 9.   | Nong Prue     | หนองปรือ  | 03      | 02.719 |

Các con số không có trong bảng là các đơn vị thuộc huyện Bang Sao Thong.